# 小行星7387
小行星7387（英語：7387 Malbil）是一颗围绕太阳公转的小行星。1982年1月30日，愛德華·鮑威爾在可可尼诺县发现了此天体。
这颗小行星的绝对星等为294.6280001877957等。